# Cherves e lo Chastelar
Cherves Chastelars (en francès Cherves-Châtelars) és un municipi francès situat al departament del Charente i a la regió de la Nova Aquitània. L'any 2007 tenia 433 habitants.

## Demografia

### Població
El 2007 la població de fet de Cherves-Châtelars era de 433 persones. Hi havia 188 famílies de les quals 60 eren unipersonals (16 homes vivint sols i 44 dones vivint soles), 72 parelles sense fills, 48 parelles amb fills i 8 famílies monoparentals amb fills.
La població ha evolucionat segons el següent gràfic:
Habitants censats

### Habitatges
El 2007 hi havia 286 habitatges, 195 eren l'habitatge principal de la família, 49 eren segones residències i 42 estaven desocupats. 284 eren cases i 2 eren apartaments. Dels 195 habitatges principals, 150 estaven ocupats pels seus propietaris, 35 estaven llogats i ocupats pels llogaters i 10 estaven cedits a títol gratuït; 2 tenien una cambra, 10 en tenien dues, 32 en tenien tres, 67 en tenien quatre i 83 en tenien cinc o més. 129 habitatges disposaven pel capbaix d'una plaça de pàrquing. A 87 habitatges hi havia un automòbil i a 85 n'hi havia dos o més.

### Piràmide de població
La piràmide de població per edats i sexe el 2009 era:
| Homes | Edats   | Dones |
| ----- | ------- | ----- |
| 0     | 95 o +  | 0     |
| 4     | 90 a 94 | 8     |
| 4     | 85 a 89 | 0     |
| 0     | 80 a 84 | 4     |
| 20    | 75 a 79 | 16    |
| 12    | 70 a 74 | 16    |
| 20    | 65 a 69 | 24    |
| 16    | 60 a 64 | 20    |
| 4     | 55 a 59 | 16    |
| 16    | 50 a 54 | 12    |
| 4     | 45 a 49 | 0     |
| 16    | 40 a 44 | 12    |
| 12    | 35 a 39 | 8     |
| 16    | 30 a 34 | 20    |
| 24    | 25 a 29 | 8     |
| 0     | 20 a 24 | 12    |
| 16    | 15 a 19 | 4     |
| 8     | 10 a 14 | 8     |
| 8     | 5 a 9   | 8     |
| 8     | 0 a 4   | 20    |

## Economia
El 2007 la població en edat de treballar era de 248 persones, 165 eren actives i 83 eren inactives. De les 165 persones actives 150 estaven ocupades (91 homes i 59 dones) i 15 estaven aturades (6 homes i 9 dones). De les 83 persones inactives 43 estaven jubilades, 8 estaven estudiant i 32 estaven classificades com a «altres inactius».

### Ingressos
El 2009 a Cherves-Châtelars hi havia 190 unitats fiscals que integraven 417 persones, la mediana anual d'ingressos fiscals per persona era de 13.046 €.

### Activitats econòmiques
Dels 13 establiments que hi havia el 2007, 1 era d'una empresa extractiva, 1 d'una empresa alimentària, 3 d'empreses de fabricació d'altres productes industrials, 1 d'una empresa de construcció, 2 d'empreses de comerç i reparació d'automòbils, 1 d'una empresa d'hostatgeria i restauració, 2 d'empreses de serveis i 2 d'empreses classificades com a «altres activitats de serveis».
Dels 5 establiments de servei als particulars que hi havia el 2009, 2 eren tallers de reparació d'automòbils i de material agrícola, 1 paleta, 1 perruqueria i 1 restaurant.
L'únic establiment comercial que hi havia el 2009 era una fleca.
L'any 2000 a Cherves-Châtelars hi havia 53 explotacions agrícoles que ocupaven un total de 1.830 hectàrees.

## Equipaments sanitaris i escolars
El 2009 hi havia una escola elemental integrada dins d'un grup escolar amb les comunes properes formant una escola dispersa.

## Poblacions més properes
El següent diagrama mostra les poblacions més properes.